# Trichosurolaelaps crassipes
Trichosurolaelaps crassipes är en spindeldjursart som beskrevs av Womersley 1956. Trichosurolaelaps crassipes ingår i släktet Trichosurolaelaps och familjen Laelapidae. Inga underarter finns listade i Catalogue of Life.